# Forte de São Pedro (Salvador)
O Forte de São Pedro é uma fortificação localizada na cidade de Salvador, no estado da Bahia, no Brasil.

## História

### Antecedentes
A primitiva fortificação do local remonta ao entrincheiramento de São Pedro, diante das Portas de São Bento (Portas de Vila Velha), em local escolhido pelos holandeses, quando da invasão de 1624, para uma fortificação. Tinha a função de defesa do acesso terrestre sudoeste àquela capital, devendo-se o seu nome à Igreja de São Pedro, que se erguia nas suas vizinhanças, e que por esse motivo foi demolida.

### O primitivo forte
As obras de um forte no local foram iniciadas a partir de 1627, no Governo-geral de Diogo Luís de Oliveira (1626-1635), empregando faxina e terra, quando foi artilhado com trinta e cinco peças de diversos calibres (BARRETTO, 1958:178).
A partir de 1646, no Governo-geral de Antônio Teles da Silva (1642-1647), o forte foi reconstruído em alvenaria de pedra e cal, com planta no formato de um polígono quadrangular, com baluartes pentagonais nos vértices em estilo Vauban. Em 1661, diante da ruína da portada de acesso, em madeira, foi ordenada a sua substituição por outra nova, em alvenaria de pedra e cal.

### O século XVIII
No governo do Vice-rei D. Pedro Antônio de Noronha Albuquerque e Sousa (1714-1718), dentro do plano de fortificação de Salvador elaborado pelo Engenheiro francês Brigadeiro Jean Massé em 1714, foram-lhe acrescentadas muralhas, fosso e obras exteriores de defesa. A cisterna, Quartel de Comando e outras obras internas foram reconstruídos a partir de 1717, sendo o forte inaugurado em 1723, no governo do Vice-rei e Capitão General de Mar e Terra do Estado do Brasil, D. Vasco Fernandes César de Meneses (1720-1735) (SOUZA, 1983:170), conforme inscrição epigráfica, em latim, sobre o portão:
REGIOPTOMOMAXMOIOANNUADAE ERNTATEM / LUSITANINOMINISNATO / VASCUS FRES CAESAR MESES SUPREMUS / REGN SIENTE, ORIENTALIS, ET DEN / BRASILIENSIS PRORER INCERTUM / BELLOAN PACEMAIOR ASIA ANAMERICA / FELLIOR H'ANC ARCEM VICTIRCIANIMO / REDIDI TUALIDISSIMAM / ANNO DOMINI MDCCXXIII (FALCÃO, 1940:44-47)
Uma nova portada de acesso foi erguida em arco abatido, superposta por uma espécie de tribuna. Dispostos ao redor do terrapleno, ao abrigo das muralhas, encontram-se os edifícios de um pavimento e, no centro, a cisterna. Os vértices dos baluartes apresentam guaritas em forma de torreões encimados por cúpulas. BARRETTO (1958) informa que, à época, estava guarnecido por um Capitão e três soldados artilheiros, sendo a sua artilharia aumentada para quarenta e três peças, cinco de bronze (duas de calibre 10 libras, duas de 8, e uma de 3), trinta e sete de ferro (dezesseis de calibre 24, quatro de 12, quinze de 8, uma de 6 e uma de 2), e um morteiro de bronze de 1/2. Cooperava com o Forte de São Paulo da Gamboa, com o qual se comunicava por meio de uma cortina (op. cit., p. 178-179).
Segundo o delator da Conjuração Baiana (1798-1799), era no Forte de São Pedro que se reuniam os conspiradores, liderados pelos soldados Lucas Dantas do Amorim Torres e Luís Gonzaga das Virgens, e pelos alfaiates João de Deus Nascimento e Manuel Faustino dos Santos Lira (MARQUES, 1897:42).

### O século XIX
De acordo com SOUZA (1885), em 1809 a sua artilharia estava reduzida a treze peças (op. cit., p. 97). Acreditamos que o autor tenha se baseado no Parecer sobre a fortificação da Capital, do Brigadeiro José Gonçalves Leão, presidente da Junta encarregada pelo Governador da Bahia, em 1809, de propor as obras necessárias para a defesa da península e do Recôncavo baiano (ACCIOLI. Memórias Históricas da Bahia. Vol. VI. p. 179 e segs.).
No contexto do levante militar de 1821 na Bahia, foi o último foco de resistência rebelde a cair, com a detenção do então Brigadeiro Manoel Pedro de Freitas Guimarães e de outros oficiais brasileiros (21 de Fevereiro de 1822), ante as forças portuguesas que passam a dominar Salvador, sob o comando do Coronel Inácio Luís Madeira de Melo (1775-1833). Este episódio antecedeu a Guerra da Independência (1822-1823).
O forte sofreu reparos em 1827, passando a abrigar um curso de artilharia e aulas de matemática para a guarnição de Salvador (1829) (SOUZA, 1983:170).
Nele se revoltou a sua guarnição, o 3.º Corpo da Artilharia de Posição, aderindo à Sabinada (1837-1838), vindo a ser utilizado pelos revoltosos como quartel-general, que aí resistiram até à capitulação dos seus 597 defensores sob o comando do Tenente-coronel Sérgio Veloso (15 de Março de 1838).
As suas dependências foram visitadas em 1859 pelo Imperador D. Pedro II (1840-1889), que registrou em seu diário de viagem:

(...) Daí [do Passeio Público] fui ao forte de São Pedro ver a partida do 2º de fuzileiros. Os alojamentos de baixo são úmidos. A comida é boa, a escrituração parece bem feita, mas o calçado, ainda que melhor em geral do que o que vi na arrecadação do Corpo Fixo, não é bom, e o pano das calças impróprio, sendo os capotes de fazenda muito pouco densa. Os esgotos, quando venta sul, deitam muito mau cheiro perto dos respiradouros. Uma ala do quartel está em obras há muito tempo, e a cozinha um pouco longe dos alojamentos e devendo a comida vir 'sub jove' [ao relento]. Querem alojar aí a Guarda Nacional, mas não ficaria bem senão nos alojamentos do andar superior. A ponte do forte está toda arruinada. Um só cabide para as armas num alojamento, contendo cada um destes duas companhias; também há falta de cabides para as armas nos outros quartéis que eu vi. (PEDRO II, 2003:83)
O Imperador registrou ainda que à época, a faixa de terreno correspondente ao fosso do forte era requerida pelo Diretor do Passeio Público, para ampliação da área plantada daquele jardim (op. cit., p. 154).
No contexto da Questão Christie (1862-1665), o Relatório do Estado das Fortalezas da Bahia ao Presidente da Província (3 de Agosto de 1863), deu-o como inútil para a sua finalidade defensiva, utilizado como quartel militar, citando:
É (...) de forma retangular, abaluartada, com 43 canhoneiras e um desenvolvimento de 2.518 palmos. De todas as construções que a completam, só as muralhas e plataformas conservam-se em bom estado, precisando tudo o mais de reparações no caso que haja de readquirir seu primitivo e próprio destino, o que aliás é hoje contrário à sua situação e à proximidade das construções urbanas.

Por semelhantes motivos julgo que foi destituída de seu caráter de praça de guerra e destinada a outros usos, servindo atualmente de aquartelamento do 8º Batalhão de Infantaria e Diretoria de Obras Militares. (ROHAN, 1896:51, 62)
GARRIDO (1940) informa que sofreu reparos em 1877, em 1881 e em 1883 (op. cit., p. 88). Foi nele que se anunciou, em Salvador, a Proclamação da República, em 1889.

### O século XX
Uma grande reforma foi procedida em 1905, aterrando-se-lhe os fossos (GARRIDO, 1940:88), após o que o forte foi desarmado. No início de 1912 recebeu canhões Krupp de 75 milímetros. Tomou parte no bombardeio da cidade, juntamente com o Forte do Barbalho e com o Forte de São Marcelo (10 de Janeiro de 1912), no contexto da Política das Salvações do Presidente da República, Hermes da Fonseca (1910-1914). Na ocasião foram alvejados o Palácio do Governo, a Prefeitura Municipal, o Teatro de São João (GARRIDO, 1940:92) e a Biblioteca Pública de Salvador, tendo esta última se incendiado em decorrência, com a perda de importantes documentos históricos do Arquivo Público da Bahia.
O forte passou para a jurisdição do Governo do Estado em 1939 (GARRIDO, 1940:89). BARRETTO (1958:179) reporta que, à época (1958), as dependências do forte abrigavam uma CR, o estabelecimento de Subsistência, o de Fundos e a Auditoria, da 6ª Região Militar.
Encontra-se tombado pelo Instituto do Patrimônio Histórico e Artístico Nacional (IPHAN) desde 1957, quando abrigava o Estabelecimento de Subsistência Militar da 6.ª Região Militar do Exército.
Restaurado na década de 1980, foi aberto ao público, dentro do Projeto de revitalização das Fortalezas Históricas de Salvador, da Secretaria de Cultura e Turismo em parceria com o Exército Brasileiro. Para os aficionados da telecartofilia, o vértice de um baluarte com respectiva guarita, ilustra um cartão telefônico da série Fortes de Salvador, emitida pela Telebahia em junho de 1998.
Atualmente, visando recuperar e reformar a estrutura física do imóvel, o Governo do Estado da Bahia, através do Instituto do Patrimônio Artístico e Cultural (IPAC), acompanhou a elaboração de projeto de restauro, a cargo da arquiteta Etelvina Rebouças, financiado pelo Programa de Desenvolvimento do Turismo (PRODETUR I), com recursos do Banco Interamericano de Desenvolvimento (BID). Aguardava-se, entre fins de 2004 e início de 2005, a aprovação final pelo IPHAN definindo os critérios para que as mesmas pudessem ser licitadas. A Companhia de Desenvolvimento Urbano (Conder), que acompanhou o processo desde o início, deverá ser o órgão executor da reforma, já estando inclusive providenciando pequenos reparos no imóvel, enquanto não se iniciam as obras. Outros recursos para a intervenção devem ser captados, prevendo-se a possibilidade de terem como origem a segunda etapa do PRODETUR II.
O Forte de São Pedro abrigava até 2016, duas organizações militares do Exército: o 6.º Depósito de Suprimento e a 17.ª Circunscrição de Serviço Militar. Esta última foi desativada em 31 de dezembro de 2016.
A partir de 1º de Janeiro de 2017, foi iniciado o núcleo da 6.ª Inspetoria de Contabilidade e Finanças do Exército (6ªICFEx), conforme Portaria nº 538-Cmt Ex, de 23 de maio de 2016. Na manhã do dia 1.º de dezembro, no Forte de São Pedro, localizado no bairro Campo Grande, o então Secretário de Economia e Finanças do Exército, General de Exército Antonio Hamilton Martins Mourão, presidiu a solenidade de ativação da 6.ª Inspetoria de Contabilidade e Finanças do Exército (6.ª ICFEx), a mais nova Organização Militar Vinculada à 6.ª Região Militar. O Oficial nomeado para assumir a Chefia da nova Organização Militar foi o Coronel Kleber do Amaral Ferreira.
Subordinada a Secretaria de Economia e Finanças (SEF) e vinculada ao Centro de Controle Interno do Exército, a 6.ª ICFEx possui 11 (onze) Unidades Gestoras Vinculadas (UGV), que se localizam nos Estados da Bahia e de Sergipe.
Em 31 de janeiro de 2020, o Coronel Kleber do Amaral Ferreira passou a Chefia para o Tenente Coronel Olivio Luchi.[carece de fontes?]